# Grant Hill
Grant Henry Hill (* 5. Oktober 1972 in Dallas, Texas) ist ein ehemaliger US-amerikanischer Basketballspieler, der von 1994 bis 2013 in der nordamerikanischen Profiliga NBA spielte.
Hill galt lange Zeit als ein „Erbe“ Michael Jordans und war einer der populärsten Werbeträger der 1990er Jahre. Von 2000 bis 2006 musste er einen Großteil der Spielzeiten wegen Verletzungen aussetzen. Im März 2018 wurde seine Aufnahme in die Naismith Memorial Basketball Hall of Fame bekanntgegeben.

## Biografie
Grant Hill ist der Sohn von Calvin Hill, einem früheren NFL Runningback, und Janet Hill, einer Diplomatin im Verteidigungsministerium der Vereinigten Staaten. Obwohl in Dallas (Texas) geboren, verbrachte Hill daher einen Großteil seiner Kindheit in der Nähe von Washington, D.C. Zu den Freunden der Familie Hill gehörten dort auch Bill und Hillary Clinton.
Seit dem 24. Juli 1999 ist Hill mit der kanadischen R&B-Sängerin Tamia verheiratet. Mit ihr hat er eine Tochter, Myla Grace, welche am 23. Januar 2002 geboren wurde.

### College
Um ihn vor dem Druck zu hoher Erwartungen zu schützen, verbot Calvin Hill seinem Sohn Football zu spielen. Grant entschied sich daher für Basketball, wo er durch sein außergewöhnliches Talent bald die Aufmerksamkeit zahlreicher Collegetrainer bekam. Beeindruckt von der Trainerpersönlichkeit Mike Krzyzewskis entschied sich Hill 1990, das Sportstipendium der Duke University anzunehmen. An der Seite von Christian Laettner und Bobby Hurley gewann Hill mit Duke die NCAA Division I Basketball Championships von 1991 und 1992. Mit letzterem gelang ihm als Mitglied des Select Teams ein Trainingssieg über das Dream Team um Michael Jordan. Nach vier Jahren Studium der Politikwissenschaften wechselte Hill 1994 in die NBA.

### Detroit Pistons (1994–2000)
Die Detroit Pistons haben den als äußerst talentiert geltenden Grant Hill im NBA Draft 1994 an dritter Stelle gewählt. In seinem ersten Jahr in der NBA erzielte er 19,9 Punkte, 6,4 Rebounds, 5,0 Assists und 1.77 Steals pro Spiel und wurde der erste Detroit Pistons-Rookie seit Isiah Thomas, der mehr als 1.000 Punkte in einer Saison erzielte. Er war ebenfalls der erste Rookie, der jemals beim Fan-Voting zum NBA All-Star Game die meisten Stimmen unter allen Spielern für sich verbuchen konnte. Zusammen mit Jason Kidd von den Dallas Mavericks wurde Hill am Ende der Saison als NBA Rookie of the Year ausgezeichnet. Damit führten beide gemeinsam das NBA All-Rookie First Team 1995 an.
In seiner zweiten NBA-Saison (1995/96) führte er erneut das Fan-Voting für das All-Star Game an. Er konnte sogar mehr Stimmen für sich verbuchen als Superstar Michael Jordan, der nach einem Jahr Auszeit erneut in die Dienste der Chicago Bulls getreten war. Grant Hill führte die Liga in dieser Saison mit 10 Triple-Doubles an und war Teil der Basketballnationalmannschaft der USA, die sich die Goldmedaille bei den Olympischen Sommerspielen 1996 in Atlanta sichern konnte. In der darauffolgenden Saison konnte Hill seinen Schnitt auf 21,4 Punkte, 9,0 Rebounds, 7,3 Assists und 1.8 Steals pro Spiel heben. Er wurde somit der erste Spieler seit Larry Bird 1989–1990, der über 20 Punkte, 9 Rebounds und 7 Assists im Schnitt über eine ganze Saison hinweg erzielen konnte. Obwohl seine individuellen Leistungen hervorragend waren und er den dritten Platz bei der Wahl zum Most Valuable Player belegte, spielte sein Team vergleichsweise erfolglos. In den beiden folgenden Saisons führte Hill erneut sein Team sowohl in Punkten als auch in Rebounds und Assists an und wurde damit neben Wilt Chamberlain der einzige Spieler, dem dieses Kunststück drei Saisons in Folge gelang.
In der NBA-Saison 1999/2000 zeigte Grant Hill mit 25,8 Punkten pro Spiel und einer Trefferquote von 49 %, dass er wirklich einer der dominantesten Punktesammler der NBA sein könnte. Nur Shaquille O’Neal und Allen Iverson konnten mehr Punkte im Schnitt erzielen als der Star der Detroit Pistons. Trotz allen individuellen Leistungen, gelang es Hill bis 2000 nie, die zweite Runde der NBA Playoffs zu erreichen. Nach seinen ersten sechs Jahren in der NBA, hatte Grant Hill 9.393 Punkte, 3.417 Rebounds und 2.720 Assists auf seinem Konto. Nur Oscar Robertson, Larry Bird, Michael Jordan und LeBron James waren in ihren ersten sechs NBA-Jahren besser.

### Orlando Magic (2000–2007)
Vor der Saison 2000/01 wechselte er in einem so genannten Sign-And-Trade zu den Orlando Magic. Die Magic waren voller Hoffnung, dass Hill auf dem Feld gut mit ihrer anderen Neuverpflichtung Tracy McGrady harmonieren und die Magic zu einem (oder mehreren) NBA-Titel führen würde. Allerdings wurde Hill kontinuierlich von Verletzungen seines Knöchels verfolgt. Zwischen 2000 und 2004 bestritt er nur 47 von 328 möglichen Spielen für die Magic. Erst in der Saison 2004/05 gelang ihm ein ansehnliches Comeback mit 19,7 Punkten im Schnitt und einer Trefferquote von fast 51 %. Die Fans dankten es ihm mit einer weiteren Wahl zum NBA All-Star Game. In der darauffolgenden Saison plagten ihn allerdings erneut Verletzungen und er konnte nur 21 Spiele in der ersten Hälfte der Saison bestreiten. Er unterzog sich einer Operation um die Heilung zu fördern.
In der Saison 2006/07 kehrte Hill erneut zurück. Er wurde nach wie vor von Verletzungen geplagt, doch er konnte 65 Spiele bestreiten. Am Ende der Saison kam er auf 14,4 Punkte, 3,6 Rebounds und 2,1 Assists pro Spiel. Es war ebenfalls das erste Jahr, in dem Grant Hill mit den Orlando Magic in den Playoffs stand. Ihre Gegner in der ersten Runde waren Hills altes Team, die Detroit Pistons, die Orlando nach vier Spielen auch wieder schnell aus dem Turnier warfen.

### Phoenix Suns (2007–2012)
Am 11. Juli 2007 unterschrieb Hill als Free Agent einen Zweijahresvertrag bei den Phoenix Suns. Er konnte sich schnell dem hohen Spieltempo der Suns anpassen und beendete die Saison mit 13,1 Punkten, 5,0 Rebounds und 2,9 Assists pro Spiel. Im zweiten Jahr bei den Suns spielte Hill erstmals in seiner Karriere in allen 82 Spielen seines Teams mit und erzielte dabei 12,0 Punkte, 4,9 Rebounds und 2,3 Assists pro Spiel.
Nach Ablauf des Vertrages entschied er sich trotz zahlreicher Angebote, unter anderem von den Boston Celtics und den New York Knicks, für ein weiteres Jahr in Phoenix. Außerdem beinhaltete Hills neuer Vertrag eine Spieleroption für ein weiteres Jahr bei den Phoenix Suns. 2010 war das Jahr, in dem die Suns es an den San Antonio Spurs vorbei bis in das Western Conference Halbfinale schafften und somit das erste Mal, dass Grant Hill eine Playoffserie siegreich hinter sich bringen konnte. Die Suns mussten sich den Los Angeles Lakers geschlagen geben. Nach Ablauf der Saison 2010 hat Hill von seiner Spieleroption Gebrauch gemacht. Nach Ablauf des Vertrags verlängerte er seinen Vertrag in Phoenix abermals um ein Jahr.

### Los Angeles Clippers (2012–2013)
Nachdem sein Vertrag im Sommer 2012 ausgelaufen war, entschloss sich Hill die Phoenix Suns nach 5 Jahren zu verlassen. Er begründete dies auch mit dem Abgang von Steve Nash zu den Los Angeles Lakers. Hill erhielt Angebote von vielen Clubs und schloss sich schließlich den Los Angeles Clippers um Point Guard Chris Paul an. Hill startete aufgrund einer erneuten, wenn auch kleineren Verletzung, verzögert in die Saison. Nach Ende der Saison, welche die Clippers in der ersten Playoffrunde beendeten, gab Hill das Ende seiner aktiven Karriere bekannt.

### Erfolge und Auszeichnungen
- 7× NBA All-Star: 1995–1998, 2000–2001, 2005
- All-NBA First Team 1997
- 4× All-NBA Second Team 1996, 1998–2000
- NBA Co-Rookie of the Year: 1995
- NBA All-Rookie First Team: 1995
- 3× NBA Sportsmanship Award 2005, 2008, 2010
- 2× NCAA Division I Basketball Championship: 1991, 1992
- Goldmedaille bei den Olympischen Spielen 1996

## Sonstiges
Als erster aktiver NBA-Spieler überhaupt wurde Grant Hill am 20. April 2011 in den Vorstand der Naismith Memorial Basketball Hall of Fame berufen. Die Berufung galt für einen Zeitraum von drei Jahren.
Grant Hill hat neben Jason Kidd und Mike Conley, Jr. als bislang einziger Preisträger die Auszeichnung mit dem NBA Sportsmanship Award mehrfach erhalten (2005, 2008, 2010).
Seit Juni 2015 gehört Hill einer Investorengruppe an, die Inhaber der NBA-Mannschaft Atlanta Hawks sind.
2019 war er in einer Nebenrolle in der Filmkomödie Was Männer wollen zu sehen.
2024 wurde Hill zum Mitglied der American Academy of Arts and Sciences gewählt.